# Cilento
Cilento je hornatá oblast v italské Kampánii ve střední a jižní části provincie Salerno. V dávné minulosti Cilento tvořilo hranici mezi řeckými koloniemi a etruskými a lukánskými domorodými osadami.
Od roku 1998 je zdejší Národní park Cilento, Vallo di Diano a Alburni součástí světového dědictví.